# Cappella Giulia
Die Cappella Giulia ist ein Chor des Petersdoms in der Vatikanstadt. Er gestaltet alle liturgischen Feiern des Vatikanischen Kapitels musikalisch, außer diejenigen mit Beteiligung des Papstes, bei denen der Päpstliche Chor der Sixtinischen Kapelle den Chordienst versieht. Die Capella Giulia besteht aus zwei Gesangsensembles: der gemischte Chor (Männer- und Frauenstimmen) gestaltet die Heiligen Messen des Kapitels sowie die zweiten Vespern an den Hochfesten; der Männerchor gestaltet die Vespern der Sonntage im Jahreskreis sowie an bestimmten Festtagen.
Der Name „Giulia“ geht auf Papst Julius II. zurück, der den Chor 1513 völlig neu organisierte.

## Geschichte
Nach dem Ende des avignonesischen Papsttums (1377) war die aus der Schola cantorum hervorgegangene päpstliche Kapelle zunächst exklusiv dem Dienst beim Papst vorbehalten, so dass die Petersbasilika zeitweise über keine eigene Gesangsgruppe verfügte. Ein erster Anlauf zur Etablierung eines Chores, den Papst Sixtus IV. 1480 unternahm, verlief erfolglos. Erst Julius II. gelang es am 19. Februar 1513 mit der Konstitution In Altissimo die Kapelle der Petersbasilika formal zu etablieren. Da er jedoch bereits in der folgenden Nacht verstarb, dauerte es noch weitere rund dreißig Jahre, bis Papst Paul III. 1534 die Konstitution mit Leben erfüllte.
Der Chor widmete sich in den folgenden Jahrhunderten besonders der sakralen Vokalpolyphonie. Zu den Chormeistern zählten bedeutende und berühmte Musiker wie Giovanni Pierluigi da Palestrina, Orazio Benevoli und Domenico Scarlatti, außerdem einige bedeutende Organisten wie Ercole Pasquini und Girolamo Frescobaldi.
Der Chor wurde 1979 aufgelöst und ab 1980 vorübergehend durch den Männerchor Cappella Musicale della Basilica di San Pietro ersetzt. 2008 wurde die Cappella Giulia vom vatikanischen Kapitel unter dem alten Namen wieder ins Leben gerufen. Im Gegensatz zur älteren Tradition werden gegenwärtig die Oberstimmen (Sopran und Alt) nicht mehr mit Knaben-, sondern mit Frauenstimmen besetzt.

## Kapellmeister
- Magister Benedictus (1514–?)
- Magister Sylvester (1524–?)
- Jacobus Flandrus (evtl. Jakob Arcadelt?; 1539)
- Rubinus Mallapert (1539–1545)
- Joannes Baptista (1545–1546)
- Domenico Ferrabosco (1546–1547)
- François Roussel (1548–1550)
- Giovanni Pierluigi da Palestrina (1551–1554)
- Giovanni Animuccia (1555–1571)
- Giovanni Pierluigi da Palestrina (1571–1594)
- Ruggiero Giovannelli (1594–1599)
- Stefano Fabri (1599–1601)
- Asprilio Pacelli (1602)
- Francesco Soriano (1603–1620)
- Vincenzo Ugolini (1620–1626)
- Paolo Agostini (1626–1629)
- Virgilio Mazzocchi (1629–1646)
- Orazio Benevoli (1646–1672)
- Ercole Bernabei (1672–1674)
- Antonio Masini (1674–1678)
- Don Francesco Berretta (1678–1694)
- Paolo Lorenzani (1694–1713)
- Tommaso Baj (1713–1714)
- Domenico Scarlatti (1715–1719)
- Giuseppe Ottavio Pitoni (1719–1743)
- Pietro Paolo Bencini (1743–1755)
- Niccolò Jommelli (Koadjutor, 1749–1754)
- Giovanni Battista Costanzi (1754–1778)
- Antonio Buroni (1778–1792)
- Pietro Alessandro Guglielmi (1793–1804)
- Nicola Antonio Zingarelli (1804–1811)
- Giuseppe Janacconi (1811–1816)
- Valentino Fioravanti (1816–1837)
- Francesco Basili (1837–1850)
- Pietro Raimondi (1852–1853)
- Salvatore Meluzzi (1854–1897)
- Andrea Meluzzi (1897–1905)
- Ernesto Boezi (1905–1946)
- Armando Antonelli (1946–1960)
- Armando Renzi (1960–1979)

Cappella Musicale della Basilica di San Pietro
- Pablo Colino (1980–2006)
- Claudio Dall’Albero (2006–2007)
- Pierre Paul (2007–2008)

Cappella Giulia (erneut)
- Pierre Paul (2008–2015)
- Jafet Ramón Ortega Trillo (seit 2015)[1]